# Eos semilarvata
Eos semilarvata là một loài chim trong họ Psittacidae.

## Hình ảnh

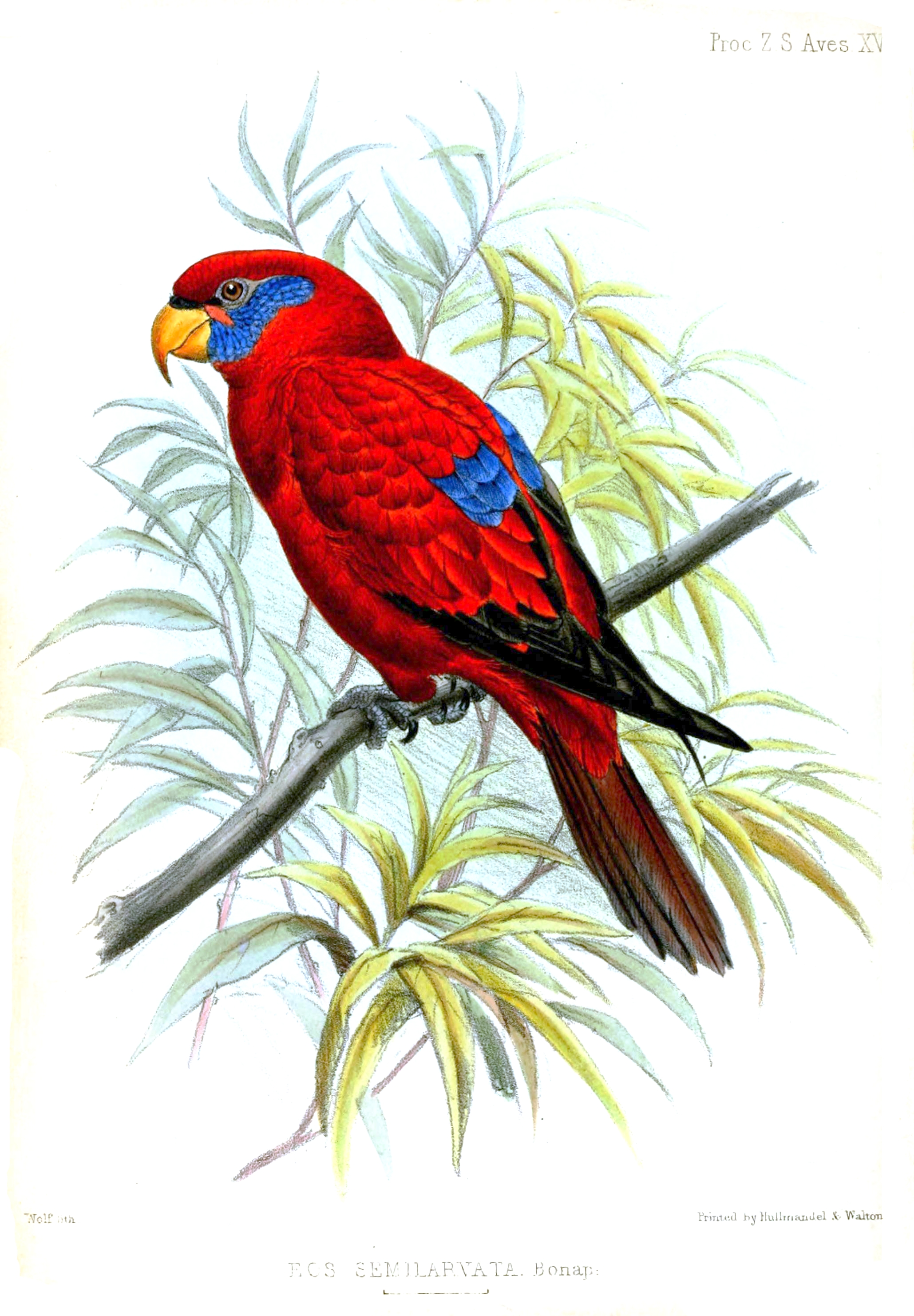
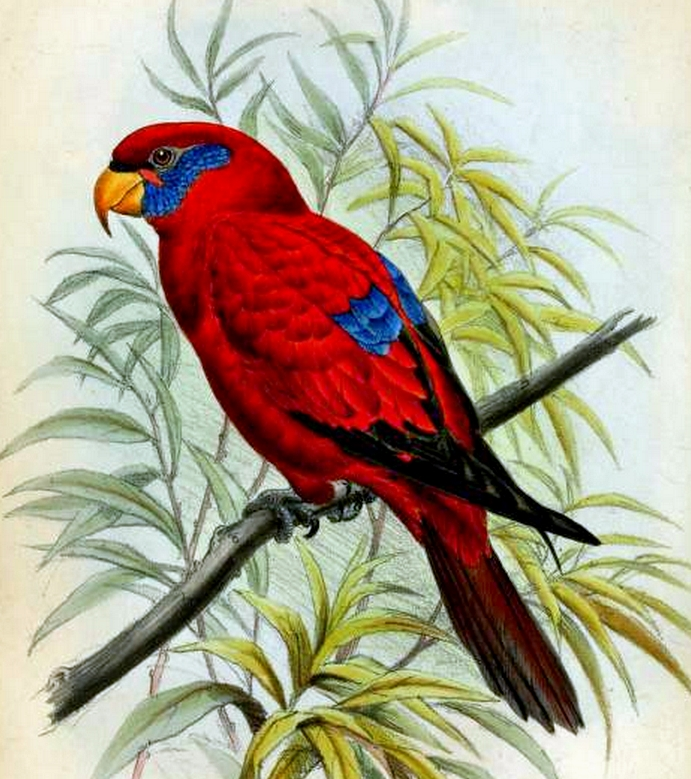
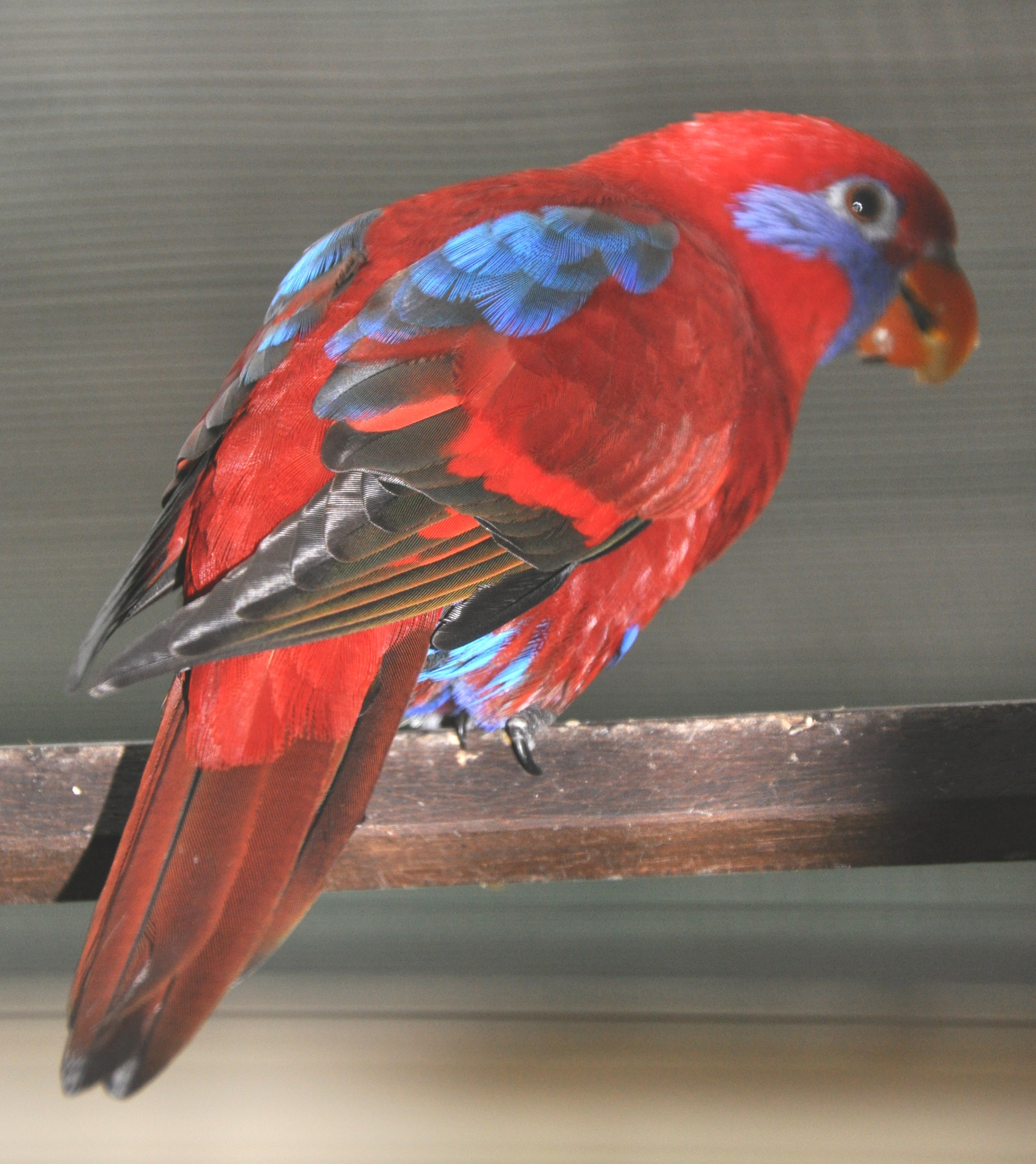